# Институт миграционной политики
Институт миграционной политики (англ. Migration Policy Institute, сокр. MPI) — это аналитический центр, основанный в 2001 году Кэтлин Ньюленд и Деметриосом Пападеметриу, поддерживающий либеральную иммиграционную политику.
Президентом MPI в настоящее воемя является Эндрю Сели.
Основанный в 2001 году в США, Институт миграционной политики создал в 2011 году в Брюсселе подразделение MPI Europe. Институт издаёт онлайн-журнал Migration Information Source, который предоставляет информацию, идеи и анализ тенденций международной миграции и беженцев. Также он организовывает ежегодную конференцию по иммиграционному законодательству и политике в сотрудничестве со Школой права Джорджтаунского университета и Католической сетью легальной иммиграции.